# Monika Unkel
Monika Unkel ist eine deutsche Japanologin.

## Leben
Sie studierte von 1983 bis 1989 an der Universität Bonn (Übersetzen: Japanisch/Türkisch) und von 1991 bis 1993 an der Waseda-Universität (Japan-Stipendium, DAAD). Nach der Promotion 1998 an der Universität Duisburg mit einer Dissertation zum Thema Wortschatzarbeit Japanisch. Ein Modell zur Verbesserung des Lernens und Lehrens von japanischem Wortschatz war sie von 1989 bis 1991 und seit 1993 verschiedene wissenschaftliche Tätigkeiten an der FU Berlin (Arbeitsstelle Lehrmaterialien Japanisch), der Universität Duisburg (Modernes Japan), der Universität Marburg (Japan-Zentrum) und der Universität Bonn (Seminar für Orientalische Sprachen). Von 2004 bis 2012 leitete sie das LSI-Japonicum in Bochum. Von 2012 bis 2018 lehrte sie als Juniorprofessorin an der Universität zu Köln. Nach erfolgreicher Endevaluation seit 1. Juli 2018 ist sie Universitätsprofessorin für Fremdsprachendidaktik Japanisch. Von 2012 bis 2017 war sie Mitglied des Beirats der 日本語教育学会 (The Society for Teaching Japanese as a Foreign Language) (Vertreterin für Europa, Naher und Mittlerer Osten sowie Afrika).
Ihre Forschungsschwerpunkte sind Japanisch als Fremdsprache, Fremdsprachendidaktik, interkulturelle Kommunikation und Inklusion.

## Schriften (Auswahl)
- Wortschatzarbeit Japanisch. Ein Modell zur Verbesserung des Lernens und Lehrens von japanischem Wortschatz. Hamburg 1999, ISBN 3-87548-202-6.
- als Herausgeberin mit Petra Balmus: Deutschland – mit japanischen Augen gesehen / Japan … Meine Sicht. Ein Lesebuch mit prämierten Texten aus Schreibwettbewerben in Japan und Deutschland. Bonn 2006, ISBN 3-87192-849-6.
- als Herausgeberin mit Kay Genenz: Sprache, Sprachwissenschaft, Sprachlehrforschung. Referate des 12. Deutschsprachigen Japanologentags in Bonn. Bonn 2006, ISBN 3-936366-17-9.
- als Herausgeberin: Japanisch als Fremdsprache. Referate des 15. Deutschsprachigen Japanologentags in Zürich. Bonn 2015, ISBN 978-3-936366-52-5.